# Villa Guadalupe (Porongo)
Villa Guadalupe ist eine Ortschaft im Departamento Santa Cruz im Tiefland des südamerikanischen Andenstaates Bolivien.

## Lage im Nahraum
Villa Guadalupe liegt in der Provinz Andrés Ibáñez und ist die fünftgrößte Ortschaft im Cantón Ayacucho im Municipio Porongo. Die Ortschaft liegt auf einer Höhe von 475 m, zwei Kilometer nördlich vom linken Ufer des Río Piraí.

## Geographie
Villa Guadalupe weist ein semihumides schwülfeuchtes Tropenklima auf mit geringen Tages- und Nachtschwankungen der Temperaturen.
Der jährliche Niederschlag in der Region liegt bei etwa 1000 mm, die Jahresdurchschnittstemperatur bei etwa 24 °C (siehe Klimadiagramm Santa Cruz). Einer kurzen Trockenzeit in Juli und August mit Monatsniederschlägen von unter 50 mm steht eine ausgedehnte Feuchtezeit gegenüber, in der von November bis Februar die Monatswerte deutlich über 100 mm hinausgehen. Die monatlichen Durchschnittstemperaturen schwanken zwischen 20 °C im Juni und Juli und 26 °C von Oktober bis Dezember.

## Verkehrsnetz
Villa Guadalupe liegt in einer Entfernung von 22 Straßenkilometern südwestlich von Santa Cruz, der Hauptstadt des Departamentos.
Durch Villa Guadalupe führt eine unbefestigte Landstraße über Porongo 20 Kilometer in nordöstlicher Richtung bis Urubó, wo eine Brücke den hier 300 m breiten Río Piraí überquert und nach weiteren zwei Kilometern den Außenring von Santa Cruz erreicht.

## Bevölkerung
Die Einwohnerzahl des Ortes ist in dem Jahrzehnt zwischen den beiden letzten Volkszählungen auf deutlich mehr als das Doppelte angestiegen:
| Jahr | Einwohner         | Quelle       |
| ---- | ----------------- | ------------ |
| 1992 | keine Detaildaten | Volkszählung |
| 2001 | 208               | Volkszählung |
| 2012 | 533               | Volkszählung |
| 2024 |                   | Volkszählung |

Aufgrund der seit den 1960er Jahren durch die Politik geförderten Zuwanderung indigener Bevölkerung aus dem Altiplano weist die Region einen gewissen Anteil an Quechua-Bevölkerung auf, im Municipio Porongo sprechen 13,0 Prozent der Bevölkerung Quechua.